# Franklin (Town, Vernon County)
Die Town of Franklin ist eine von 21 Towns im Vernon County im US-amerikanischen Bundesstaat Wisconsin. Im Jahr 2010 hatte die Town of Franklin 1140 Einwohner.
Town hat in Wisconsin eine grundlegend andere Bedeutung, als im übrigen englischsprachigen Bereich. Vielmehr entspricht sie den in den anderen US-Bundesstaaten üblichen Townships, die nach dem County die nächstkleinere Verwaltungseinheit bilden.

## Geografie
Die Town of Franklin liegt im Südwesten Wisconsins, rund 30 km östlich des am Mississippi gelegenen Schnittpunktes der drei Bundesstaaten Wisconsin, Iowa und Minnesota.
Die Town of Franklin liegt in der Driftless Area genannten eiszeitlich geformten Region, die sich über das südöstliche Minnesota, das südwestliche Wisconsin, das nordöstliche Iowa und das äußerste nordwestliche Illinois erstreckt. Bei der letzten Eiszeit, der so genannten Wisconsin Glaciation, blieb die Region eisfrei, sodass sich die Flusstäler auch während dieser Zeit tiefer in das Plateau einschneiden konnten.
Die geografischen Koordinaten des Zentrums der Town of Franklin sind 43°28′35″ nördlicher Breite und 90°54′26″ westlicher Länge. Sie erstreckt sich über eine Fläche von 133,6 km².
Die Town of Franklin liegt im Süden des Vernon County und grenzt an folgende Nachbartowns:
| Town of Jefferson                 |                                             | Town of Viroqua                   |
| Town of Sterling                  | Kompassrose, die auf Nachbargemeinden zeigt | Town of Kickapoo                  |
| Town of Freeman (Crawford County) | Town of Utica (Crawford County)             | Town of Clayton (Crawford County) |

## Verkehr
Durch den Nordosten der Town of Franklin führen auf einer gemeinsamen Strecke die US-Highways 14 und 61. An der Nordgrenze der Town zweigen von dieser Straße gemeinsam die Wisconsin Highways 27 und 82 ab und verlaufen in südwestlicher Richtung durch die gesamte Town. Im Südwesten der Town endet der gemeinsame Verlauf und der WIS 27 verlässt die Town nach Süden, während sich der WIS 82 nach Westen wendet. Daneben führen noch die County Highways J, M, NN und T durch die Town. Alle weiteren Straßen sind untergeordnete Landstraßen, teils unbefestigte Fahrwege sowie innerörtliche Verbindungsstraßen.
Die nächsten Flughäfen sind der La Crosse Regional Airport (rund 70 km nordwestlich), der Rochester International Airport in Rochester, Minnesota (rund 180 km westnordwestlich) und der Dane County Regional Airport in Wisconsins Hauptstadt Madison (rund 155 km ostsüdöstlich).

## Bevölkerung
Nach der Volkszählung im Jahr 2010 lebten in der Town of Franklin 1140 Menschen in 390 Haushalten. Die Bevölkerungsdichte betrug 8,5 Einwohner pro Quadratkilometer. In den 390 Haushalten lebten statistisch je 2,92 Personen.
Ethnisch betrachtet setzte sich die Bevölkerung zusammen aus 96,7 Prozent Weißen, 0,4 Prozent Afroamerikanern, 0,1 Prozent (eine Person) amerikanischen Ureinwohnern, 0,1 Prozent Asiaten sowie 0,1 Prozent aus anderen ethnischen Gruppen; 2,7 Prozent stammten von zwei oder mehr Ethnien ab. Unabhängig von der ethnischen Zugehörigkeit waren 1,2 Prozent der Bevölkerung spanischer oder lateinamerikanischer Abstammung.
29,7 Prozent der Bevölkerung waren unter 18 Jahre alt, 58,7 Prozent waren zwischen 18 und 64 und 11,6 Prozent waren 65 Jahre oder älter. 48,9 Prozent der Bevölkerung war weiblich.
Das mittlere jährliche Einkommen eines Haushalts lag bei 69.792 USD. Das Pro-Kopf-Einkommen betrug 27.066 USD. 8,9 Prozent der Einwohner lebten unterhalb der Armutsgrenze.

## Ortschaften in der Town of Franklin
Neben Streubesiedlung existieren in der Town of Franklin noch folgende gemeindefreie Siedlungen:
- Fargo
- Folsom
- Liberty Pole